# Пристава при Полховем Градцу
Пристава при Полховем Градцу (словен. Pristava pri Polhovem Gradcu) је насељено место у општини Доброва-Полхов Градец, Средњесловенска, Словенија.

## Историја
До територијалне реорганизације у Словенији била је у саставу града Љубљане, односно старе општине Вич–Рудник.

## Становништво
У попису становништва из 2011. године, Пристава при Полховем Градцу је имала 119 становника.
| Број становника према пописима | Број становника према пописима | Број становника према пописима |
| ------------------------------ | ------------------------------ | ------------------------------ |
| 1991                           | 2002                           | 2011                           |
| 133                            | 128                            | 119                            |

Напомена: До 1953. исказивано под именом Пристава. Године 2007. увећан за део насеља Полхов Градец.